# FANS
FANS è l'acronimo dell'espressione farmaci anti-infiammatori non steroidei e individua una classe di farmaci dall'effetto antinfiammatorio, analgesico e antipiretico.
Il termine non steroidei distingue questi farmaci dagli steroidi, che, pur avendo una simile azione antinfiammatoria eicosanoide-deprimente, hanno una vasta gamma di altri effetti. Tale espressione fu introdotta negli anni sessanta del XX secolo per sottolineare la differenza rispetto ai tradizionali antinfiammatori steroidei impiegati in precedenza (cortisone e derivati), che avevano provocato gravissimi effetti avversi nel decennio precedente.
Tali farmaci sono detti "analgesici periferici" e agiscono sul metabolismo dell'acido arachidonico e dell'acido eicosapentenoico, precursori di molecole coinvolte nel processo infiammatorio quali prostaglandine (PG), prostacicline (PC), trombossani (TX) e leucotrieni (LT).
I FANS bloccano in maniera più o meno reversibile il sito di legame di un enzima, la cicloossigenasi, esistente in due isoforme: COX-1, prodotto costitutivamente e ubiquitario in condizioni fisiologiche, e COX-2, sintetizzato in maniera inducibile e quasi assente se non in attiva fase infiammatoria (è espresso in modo costitutivo solo nelle cellule endoteliali).
Sono disponibili due tipologie di FANS: selettivi e non selettivi per COX-2. I FANS non selettivi, pur riducendo l'infiammazione e l'aggregazione piastrinica (specialmente l'aspirina), aumentano il rischio di ulcere o sanguinamenti gastrointestinali. Gli inibitori selettivi della COX-2 hanno meno effetti gastrointestinali, ma promuovono la trombosi e aumentano sostanzialmente il rischio d'infarto. Di conseguenza, gli inibitori selettivi della COX-2 sono generalmente controindicati a causa dell'alto rischio di malattia vascolare non diagnosticata.
Questi effetti differenti tra le due tipologie di FANS sono dovuti ai diversi ruoli e localizzazioni tissutali di ciascun isoenzima COX. Inibendo l'attività fisiologica della COX, tutti i FANS aumentano il rischio di malattia renale e, attraverso un meccanismo correlato, infarto.
Gli effetti collaterali dipendono dal farmaco specifico, ma includono in gran parte un aumento del rischio di ulcere e sanguinamenti gastrointestinali, infarto e malattie renali. Il motivo per cui è consigliabile assumerli a stomaco pieno è per minimizzare la lesività verso le mucose del sistema gastrointestinale.

## Struttura chimica
Si suddividono in:

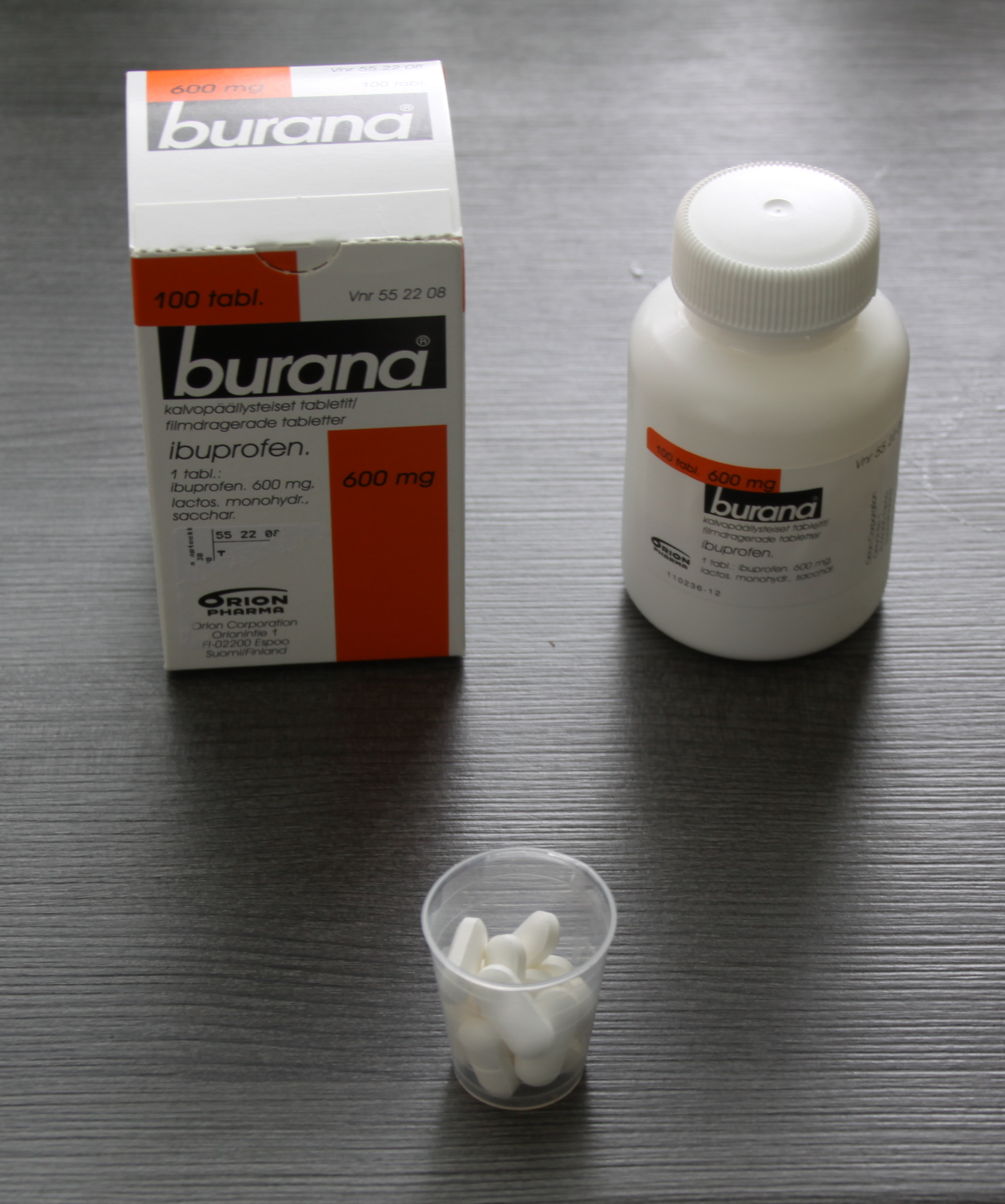
Burana 600 mg -ibuprofene.

1. Salicilati (come acido acetilsalicilico - es: Aspirina, Vivin C, Aspegic)
2. Arilacetici (come diclofenac - es: Voltaren; Ketorolac - es. Toradol)
3. Arilpropionici (come ibuprofene - es: Moment - Momentact - Buscofen, Brufen; ketoprofene - es: Oki; naprossene - es: Momendol; flurbiprofene - es: Froben)
4. Derivati fenamati
5. Non-acidi (come benzidamina - es: Tantum Verde)
6. Enolici
7. Arilsulfonammidi (come nimesulide - es: Aulin, Nimedex, Ledoren, Remov)
8. FANS COX-2 selettivi (come celecoxib - es: Celebrex; etoricoxib - es: Arcoxia)

## Classificazione
- FANS sistemici (M01A)
  - Derivati dell'acido salicilico (N02BA)
    - Lisina acetilsalicilato
    - Acido acetilsalicilico

  - Derivati dell'acido acetico e sostanze correlate (M01AB)
    - Indometacina
    - Ketorolac
    - Diclofenac
    - Aceclofenac

  - Derivati dell'acido propionico (M01AE)
    - Ibuprofene
    - Naproxene
    - Ketoprofene

  - Oxicam-derivati (M01AC)
    - Piroxicam

  - Fenamati (M01AG)
    - Acido mefenamico

  - Coxib (M01AH) o inibitori della COX2
    - Celocoxib
    - Etoricoxib
    - Parecoxib

  - Altri FANS (M01AX)
    - Nimesulide
    - Normiflumato/acido niflumico
- FANS topici: esistono in commercio vari composti in forma di unguenti o pomate, derivati anche dell'acido salicilico, come il salicilato di metile, e inseriti nel gruppo muscolocheletrico M della classificazione ATC.

## Meccanismo d'azione

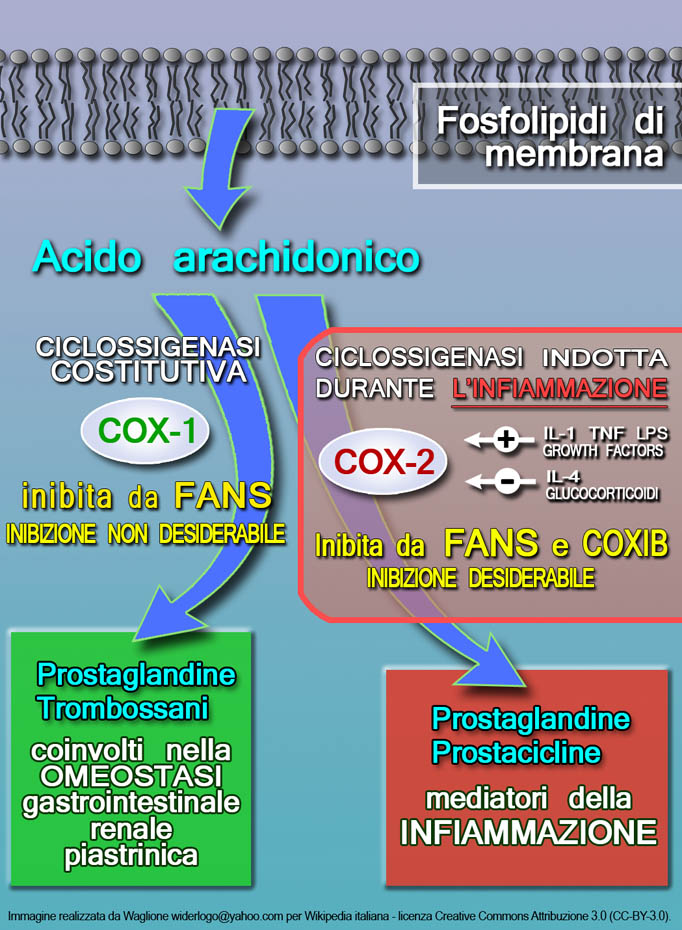

I FANS agiscono bloccando l'attività dell'enzima ciclossigenasi (COX), inibendo perciò la produzione di endoperossidi ciclici, prostanoidi, prostaglandine, prostacicline e trombossani, coi vari effetti dei diversi prostanoidi.

### Attività biologiche dei prodotti della ciclossigenasi
Le varie attività biologiche dei prodotti della ciclossigenasi dipendono da:
Tipo di prostanoide;
Tipo di recettore;
Loro distribuzione tissutale.
Le azioni biologiche di questi composti possono essere anche modulate in base a quelli che sono i sottotipi recettoriali espressi dalle diverse cellule e dal tipo di proteina G a cui sono accoppiati (Gs, Gi, Gq). Inoltre i diversi recettori hanno potenze relative diverse per i diversi prostanoidi.
Ci sono quindi differenziazioni che dipendono molto dalla biologia molecolare del recettore che media le attività delle prostaglandine; conseguentemente l'inibizione delle diverse prostaglandine porta a effetti che sono di tipo diverso a seconda anche della localizzazione recettoriale, del sottotipo e del tessuto coinvolto.
Ci sono oltretutto differenze legate alla stessa concentrazione delle prostaglandine: PGE1 a basse concentrazioni porta a un basso riassorbimento d'acqua (Gi), ad alte invece a un aumento (Gs).

### Effetti delle ciclossigenasi e della loro inibizione
I FANS vanno a inibire le due diverse isoforme di ciclossigenasi, ovvero COX-1 (costitutiva, ubiquitaria) e COX-2 (inducibile), che hanno effetti diversi:
- i tre effetti prevalenti di COX-1 sono di protezione renale, gastrica e favorimento dell'aggregazione piastrinica; quindi l'inibizione di questa COX risulta un blocco dell'aggregazione delle piastrine, una riduzione dello stroke, dell'infarto, ma al contempo si possono avere problemi di sanguinamento gastro-intestinale, ulcere peptiche e disfunzioni renali;
- la COX-2 ha invece effetti pro-infiammatori e d'inibizione dell'attività piastrinica: la sua inibizione determina pertanto essenzialmente effetti anti-infiammatori e problematiche cardiovascolari/azione pro-aggregante, vasocostrizione, stroke, infarto.

In realtà la biologia molecolare delle COX è più complessa:
- COX-1 è espressa anche nei tessuti infiammati;
- COX-2 è costitutiva in alcuni tessuti (cervello, testicoli, prostata rene e vasi);
- le prostaglandine prodotte da COX-1 contribuiscono all'infiammazione.

### Struttura delle COX
Sia la COX-1 che la 2 contengono un residuo di Arg120, che interagisce col gruppo -COOH dell'acido arachidonico e dei classici FANS, e il residuo Tyr385 che restringe l'accesso al sito. La differenza fra COX-1 e 2 consiste nel fatto che quest'ultima contiene una valina al posto dell'isoleucina523 della COX-1. Il residuo di valina permette l'acceso a una tasca idrofoba del gruppo sulfamidico dei FANS COX-2 selettivi. Al contrario questo gruppo sulfamidico dal grosso ingombro sterico non riesce ad agire su COX-1.

### Selettività d'azione
I FANS possono essere distinti in base alla selettività d'azione in classici e Coxibi (COX-2 selettivi). Bisogna comunque tenere presente che non esiste alcun FANS selettivo in maniera assoluta.
Un FANS si può pertanto comportare come:
- competitivo: compete con l'acido arachidonico per il sito attivo dell'enzima;
- allosterico: a un'iniziale inibizione competitiva segue un lento cambiamento conformazionale dell'enzima;
- irreversibile: inibizione irreversibile dell'enzima per acetilazione della serina529, con impossibilità dell'acido arachidonico di accedere al sito attivo (esclusivo dell'acido acetilsalicilico).

In linea di massima aspirina, chetoprofene e ibuprofene sono più attivi su COX-1; altri, come diclofenac, hanno attività anche su COX-2 e altri ancora, come i coxibi e la nimesulide, agiscono maggiormente su COX-2.

### Differenze farmacocinetiche
Ci sono differenze farmacocinetiche fra i vari FANS anche se non così rilevanti.
Per quanto riguarda la rapidità d'azione il picco viene in generale dopo 2 ore (come per naprossene e celecoxib), mentre l'enterocoxib ha delle maggiori velocità d'azione (1 ora) ed emivita.
Da notare è che la risposta varia molto da soggetto a soggetto.

## Indicazioni terapeutiche
I FANS esistono in diverse forme, per uso topico in pomate, gel, unguenti, schiume e creme dermatologiche, in compresse e capsule per via orale, in sistemi per assorbimento transdermico (comunemente definiti cerotti medicati) o in supposte. Possono anche essere somministrati per via endovenosa presso un qualsiasi presidio ospedaliero o ambulatoriale certificato oppure per via intramuscolare tramite iniezione. Essi vengono prescritti come antidolorifici generici, come anti flogistici, per diminuire l'infiammazione in patologie muscolo-scheletriche, reumatologiche, articolari e similari, nonché in post-chirurgia, e come anti-piretici per diminuire la temperatura corporea in caso di febbre.
Le differenze nell'attività antinfiammatoria dei vari FANS sono modeste, ma vi possono essere considerevoli diversità nella risposta individuale del paziente.

### Effetti terapeutici
Gli effetti terapeutici sono legati al meccanismo d'azione sulla ciclossigenasi:
- effetto antinfiammatorio: è legato all'inibizione delle prostaglandine; contrasta gli effetti pro-infiammatori e non modifica il meccanismo e la progressione del processo infiammatorio, ma sicuramente agisce sulla sintomatologia. L'inibizione della sintesi delle prostaglandine interferisce col processo infiammatorio acuto e in misura minore con quello cronico. I FANS sono quindi utili nell'immediato del processo infiammatorio.
- effetto analgesico: si tratta d'un effetto periferico ed è riconducibile all'inibizione della ciclossigenasi (le prostaglandine producono iperalgesia sensibilizzando i recettori del dolore all'azione algogena di bradichinina e istamina); sono attivi sul dolore di bassa e media intensità, ma non agiscono su quello a carico dei visceri cavi;
- effetto antipiretico: l'effetto antipiretico centrale è il più significativo ed è riconducibile all'inibizione della ciclossigenasi a livello ipotalamico, ove si trova il centro della termoregolazione. L'effetto periferico consiste in un aumento della dispersione di calore, con aumento del flusso sanguigno a livello della cute e la sudorazione.

### Uso farmacologico
I Fans sono indicati per patologie infiammatorie quali:
- osteoartriti;
- periartriti;
- lombalgie;
- miositi;
- sciatalgie;
- fibrositi;
- tenosinoviti;
- traumi sportivi ed accidentali;
- artrite reumatoide.

Sono inoltre usati per dolori di diversa origine (sebbene quello infiammatorio sia quello con la migliore risposta) o in caso di febbre di qualsiasi genere. 
Non vengono più utilizzati nelle malattie infiammatorie croniche intestinali (come morbo di Crohn o colite ulcerosa).
L'aspirina è usata anche come antiaggregante piastrinico e il ketoralac per trattare il dolore acuto post-operatorio e da coliche renali, essendo quest'ultimo un analgesico più potente rispetto agli altri e non venendo pertanto utilizzato come antipiretico o antinfiammatorio.

## Effetti indesiderati
I FANS, sebbene di largo uso, sono caratterizzati da un numero rilevante di problemi e reazioni avverse che talvolta possono emergere a livello di:
- apparato gastro-intestinale;
- cardiovascolare;
- reazioni allergiche;
- rene;
- fegato;
- fotosensibilità al ketoprofene.

Con consumo cronico si può avere danno gastrico, con rischio di emorragia dovuta all'annullamento dell'effetto protettivo di PGE2 sulla mucosa gastrica (le PGE inibiscono la produzione di HCl nello stomaco, favoriscono la produzione di muco e la secrezione di bicarbonato che contrasta l'acidità gastrica); lesioni ulceroidi delle mucose (rischio perforativo variabile a seconda del farmaco); rare complicanze renali in caso di uso prolungato nel tempo che può a volte determinare una insufficienza renale acuta o cronica causata da un quadro patologico renale detto nefropatia da analgesici. Raramente è stata descritta depressione del midollo osseo.
Alcuni FANS (come l'Acido acetilsalicilico) impediscono l'aggregazione piastrinica irreversibilmente (ricordiamo che le piastrine vivono da 7 a 21 giorni, quindi è necessario aspettare per un completo turnover), compromettendo l'emostasi.
Al riguardo l'AIFA ha riscritto, il giorno 24 agosto 2012, la Nota 66 (G. U. n° 197 del 24 agosto 2012) sulla prescrizione dei FANS a carico del SSN limitatamente alle seguenti condizioni patologiche:
- artropatie su base connettivitica
- osteoartrosi in fase algica o infiammatoria
- dolore neoplastico
- attacco acuto di gotta.

Tutti i FANS sono associati a tossicità gastrointestinale grave. Il rischio maggiore è per gli anziani e infatti questi farmaci devono essere usati con cautela in questa categoria di pazienti a causa di gravi effetti indesiderati anche mortali.
I FANS devono essere usati con cautela anche in patologie allergiche (nei soggetti con anamnesi positiva per allergia ad aspirina o a un altro FANS, inclusi coloro in cui un episodio di asma, angioedema, orticaria o rinite sia stato scatenato dall'assunzione di aspirina o di un altro FANS), in gravidanza, durante l'allattamento e in pazienti con difetti della coagulazione o pazienti con insufficienza renale (in quanto possono peggiorare la funzionalità renale).
Inoltre i FANS possono avere un effetto epatotossico, sono controindicati in pazienti con scompenso cardiaco grave, in caso di ulcera peptica attiva e sono associati al peggioramento di un'asma preesistente.
Una meta-analisi che ha considerato i risultati di 639 trial clinici per un totale di 300.000 persone coinvolte ha determinato che l'uso prolungato di alcuni antidolorifici della famiglia dei FANS è associato a un aumento del rischio di eventi vascolari quali infarto, ictus e morte per eventi cardiovascolari. Pertanto, viene suggerito che la scelta di una terapia di lunga durata con FANS debba essere fatta in modo ragionato, scegliendo l'antidolorifico giusto (soprattutto se è presente rischio cardiovascolare) e informando adeguatamente il paziente circa i potenziali rischi legati a questi farmaci.

### Effetto antiaggregante e aspirina
L'azione antiaggregante piastrinica la si può considerare un effetto avverso per tutti i FANS tranne che per l'aspirina, dovuta all'inibizione del trombossano a livello piastrinico.
L'aspirina inibisce irreversibilmente le COX in quanto acetila la Ser529 della COX1 e la Ser516 della COX2, apportando una modificazione sterica che impedisce all'acido arachidonico di raggiungere il sito attivo delle COX. Tutti gli altri FANS esplicano un effetto reversibile sulle COX. Quindi a livello piastrinico l'azione dell'aspirina è superiore rispetto agli altri FANS (le piastrine non avendo nucleo non possono infatti sintetizzare altre COX). Ovviamente l'effetto anti-aggregante è di 8-10 giorni, la vita media delle piastrine. A livello endoteliale l'azione dell'aspirina è meno rilevante, essendo queste provviste di nucleo. 
L'utilizzo dell'aspirina come anti-aggregante è fatta a dosi minori rispetto all'uso come antipiretico o antinfiammatorio, infatti:
- 75-100 mg: dosaggio anti-aggregante;
- 500-1000/1500 mg: dosaggio anti-piretico;
- > 2gr: dosaggio antinfiamamtorio.

L'azione pertanto anti-aggregante è propria dell'aspirina, la quale contribuisce al problema emorragico come pure tutti gli altri FANS.

### Disturbi gastro-intestinali
Gli effetti dei FANS sul tratto intestinale sono noti, si stima che più del 60% degli utilizzatori di FANS abbiano reazioni avverse a questo livello. Lo spettro sintomatologico è vario:
- bruciori di stomaco
- malessere generico;
- dispepsia;
- ulcera peptica e sanguinamenti;
- reflusso gastroesofageo.

Fra i più tossici a livello gastro-intestinale abbiamo ketoralac, piroxicam, ketoprofene, nimesulide e naprossene.
I fattori di rischio per reazioni avverse a livello gastro-intestinale da FANS sono: 
- anamnesi positiva per ulcere complicate e non complicate;
- utilizzo contemporaneo di più FANS;
- dosaggi eccessivi;
- terapie anti-coagulanti;
- presenza di H. pylori;
- uso contemporaneo di corticosteroidi.

### Problemi cardio-vascolari
Dopo l'assunzione di FANS c'è una tendenza ad una puntata ipertensiva: l'inibizione delle prostaglandine a livello renale influenza la pressione arteriosa. 
In condizioni normali si assiste ad un equilibrio tra trombossano (effetto pro-trombotico) e prostaciclina (effetto anti-trombotico):
- a seguito dell'assunzione di aspirina a basse dosi: l'attività prevalente è della prostacilcina, con azione anti-aggregante;
- a seguito di assunzione di inibitori selettivi delle COX-2 l'attività prevalente del trombossano tende ad un'azione pro-trombotica.

Pertanto per ridurre il rischio cardiovascolare oltre che gastro-intestinale è consigliabile utilizzare dosi efficaci per il minor tempo possibile. Come analgesici si sospende la somministrazione di FANS dopo 7 giorni se non emergono benefici, e dopo 21 se usati come antinfiammatori.

### Danni renali
I danni renali sono un aspetto meno rilevante rispetto a quelli a livello gastrointestinale e vascolare.
Si nota comunque che:
- 1,5% dei pazienti che usano FANS avvengono alterazioni elettrolitiche;
- 0,5% dei pazienti con fattori di rischio per possibile ridotta funzionalità renale sviluppano IRA irreversibile;
- il rischio di sviluppo di IRC in pazienti trattati giornalmente con FANS è doppio rispetto ai non utilizzatori.

### Danni epatici
- Reazioni epatotossiche 1-10 / 100.000 persone / anno.
- I FANS Con maggior rischio di dare problemi sono: Diclogenac e Nimesulide.

### Reazioni avverse
- Reazioni cutanee: frequenti (spesso non gravi);
- Anafilassi: 1:1.000.000
- Reazioni ematologiche: anemia emolitica, tossicità midollare;
- Sindrome di Reye da aspirina: motivo per cui l'aspirina è controindicata sino ai 16 anni.

## Uso dei FANS nel mondo

### In Italia
L'Italia è tra i primi Paesi al mondo per impiego di antinfiammatori non steroidei, spesso inappropriato e troppo frequente. Secondo quanto riportato dal Ministero, sono oltre 500 i milioni spesi per i FANS (consumo medio procapite di 8,55 euro) contro gli 89 per gli oppioidi forti (consumo medio procapite di 1.48 euro) e i 50 per gli oppioidi deboli (consumo medio procapite di 0,83 euro). Benché i FANS siano da impiegare ai più bassi dosaggi possibili e per breve tempo, i dati dimostrano che molti pazienti li assumono per oltre 90 giorni. Questi medicinali, a causa dei loro effetti collaterali sull'apparato gastrointestinale, vengono associati ai gastroprotettori, come per esempio:
- Alginato di sodio;
- Dexlansoprazolo;
- Esomeprazolo;
- Lansoprazolo;
- Omeprazolo;
- Pantoprazolo;
- rabeprazolo sodico.

Il loro consumo è in costante aumento.